# Enmerkar
Enmerkar (sumeryjski 𒂗𒈨𒅕𒃸) – według Sumeryjskiej listy królów drugi władca I dynastii z Uruk, syn i następca Mesz-ki-ag-gaszera. Dotyczący go fragment brzmi następująco:
„Enmerkar, syn Mesz-ki-ag-gaszera, król Uruk, ten, który wzniósł Uruk, został królem i panował przez 420 lat”
Jego wielkim czynom i osiągnięciom poświęcone zostały dwa sumeryjskie eposy: Enmerkar i Pan Aratty oraz Enmerkar i Ensuhkeszdana. Opisują one dyplomatyczne zabiegi Enmerkara, mające na celu zapewnienie sobie zwierzchnictwa nad odległym, bogatym w surowce naturalne, górskim miastem-państwem Aratta. Pomimo tego, iż władcy Aratty uznali w końcu wyższość Enmerkara, to wydaje się, iż w ostatecznym rozrachunku dyplomacja zawiodła, gdyż w innym sumeryjskim eposie Lugalbanda i Ptak Anzu opisane zostaje oblężenie Aratty przez sumeryjskie wojska Enmerkara.
Tradycja przypisuje mu wynalezienie pisma klinowego.
Na jego cześć nazwano gatunek dewońskiego ramienionoga Davidsonia enmerkaris.